# TVP Wrocław
TVP Wrocław ist die regionale Niederlassung der Telewizja Polska für die Woiwodschaft Niederschlesien, die an alle Programmen der TVP regionale Beiträge liefert. Sie hat ihren Sitz in Breslau in der ul. Karkonoska 8.

## FensterprogrammTVP3 Wrocław
TVP3 Wrocław ist das regionale Fensterprogramm, das auf TVP3 ausgestrahlt wird. Bis zum 31. August 2013 wurden die Regionalfenster der 16 regionalen Sender auf TVP Info ausgestrahlt. Seit dem 1. September werden diese 24 Stunden lang auf dem Sender TVP Regionalna (später umbenannt in TVP3) ausgestrahlt.
Über aktuelle Ereignisse in der Region berichtet die Hauptnachrichtensendung Fakty (dt. Fakten).

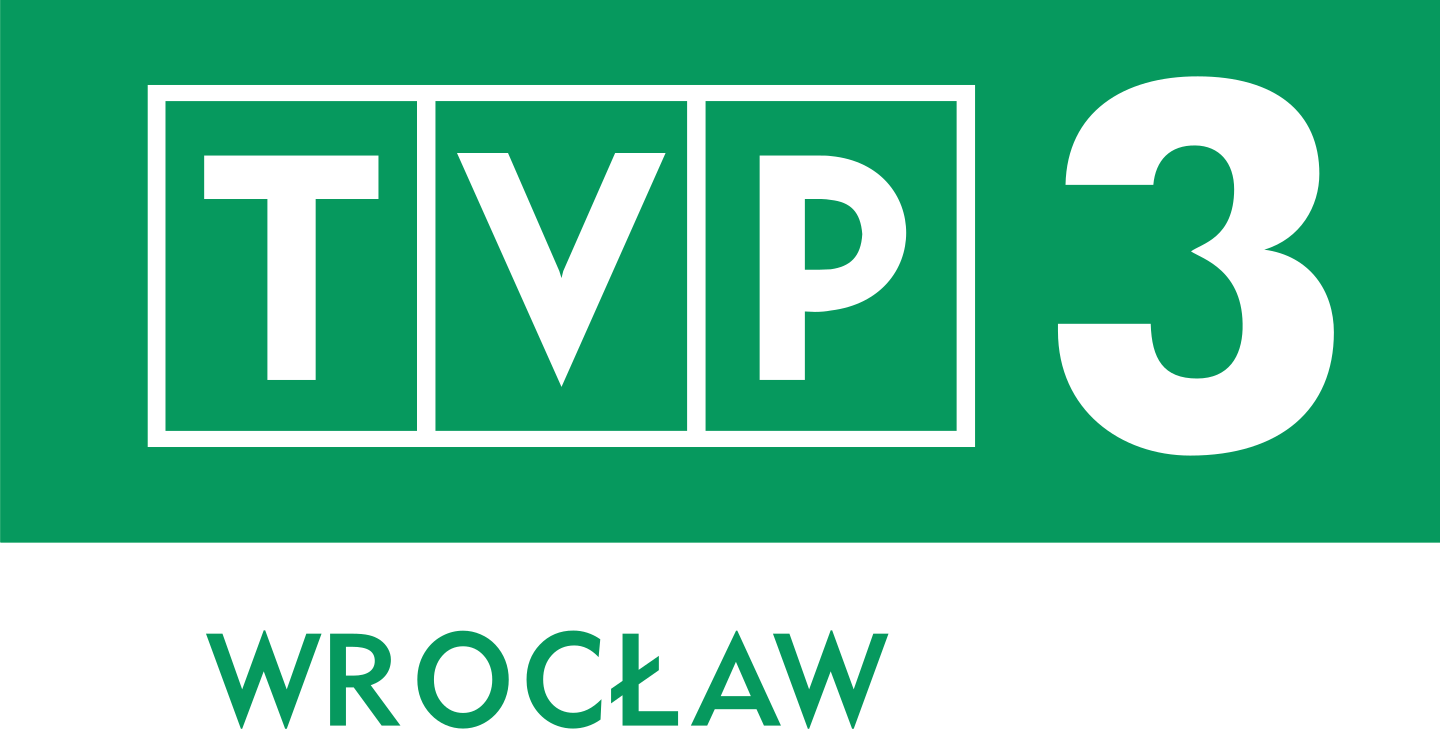
Logo bis zum 30. November 2007
Logo bis zum 31. August 2013
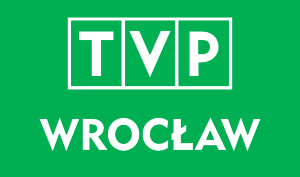
Logo bis 1. September 2013
Aktuelles Logo (seit 2016)

## Weblink
- Offizielle Website (polnisch)